# Jacques Futrelle
Jacques Heath Futrelle, född 9 april 1875 i Pike County, Georgia, död 15 april 1912 (vid Titanics förlisning) var en amerikansk författare och journalist. Han är främst känd för sina deckarberättelser om Tankemaskinen, Professor Augustus S. F. X. Van Dusen.

## Biografi
1895 gifte sig Jack Futrelle med författarkollegan May Peel som han fick två barn med: Virginia och Jacques "John" Jr.
Futrelle arbetade som journalist för Atlanta Journal, från början på sportsidorna, på New York Herald, Boston Post, och Boston American, där rollfiguren Tankemaskinen dök upp första gången 1905 i en följetongsversion av Cell nummer 13.
Futrelle stannade på Boston American tills 1906 då han övergick till att skriva romaner på heltid. Han byggde ett hus i Scituate, Massachusetts som han kallade Stepping Stones, där han tillbringade merparten av sin tid tills han dog 1912.
Under återfärden från Europa med Titanic fick Futrelle förstaklassbiljetter som en delbetalning inför en kommande roman som skulle utspela sig på Titanic. När fartyget träffade isberget vägrade Futrelle ta sin plats i livbåten till förmån till sin fru som överlevde katastrofen och avled 1967. , och han dog i havet. Enligt New York Times dog Futrelles mor av sorg strax efter sonens död.

## Författarskap
Merparten av Futrelles berättelser faller under rubriken omöjliga brott. Typisk är den första novellen om Tankemaskinen, där huvudpersonen går med på ett vad om att fly från en cell för dödsdömda. De flesta noveller innehåller också samma typ av surrealism som i Craig Rice romaner, Tex Averys tecknade filmer, och Buster Keatons stumfilmer.

## Kuriosa
I boken The Titanic Murders av Max Allan Collins är Futrelle den protagonist som löser två mord ombord på Titanic.